# Ceruza gyújtótrafó
A ceruza gyújtótrafó (angolul: Plugtop coil) a korszerű motorok gyújtóberendezéseinek elosztó nélküli, hengerenkénti gyújtóegysége (trafómodulja), mely gyújtótekercset és egy összetett áramkört tartalmaznak. A ceruza gyújtótrafó, más néven trafómodul, a gyújtásvezérlő rendszer részét képezi. Nevét kialakításáról kapta, mivel a gyújtótekercs felépítése ceruza alakú. A gyújtótranszformátor felső részén az elektronika, míg alsó részén a gyújtógyertya csatlakozó helyezkedik el.
A ceruza gyújtótrafó működési elve
Egy mai, nagy teljesítményű gyújtórendszernek minimálisan két fő követelménynek kell megfelelnie: egyrészt a gyertyán kívül ne jöjjön létre ív a gyújtótekercsben, másrészt az előgyújtás hengerenként állítható legyen. Ennek a kettős követelménynek csak a hengerenkénti gyújtóegységek felelnek meg.
A ceruza gyújtótrafó működési parancsait a motorirányító egységtől kapja: a motorvezérlés, a gyújtási időpont megállapításához főként, a fordulatszám jelet, és a terhelési jelet (gázadás, szívócsőnyomás szenzor által leadott jel) használja fel. Ezen értékek alapján, minden fordulatszám és terhelési érték mellett meghatározásra kerül a legjobb előgyújtási érték, amely változik az adott üzem állapottól függően (pld. üresjárat, motorfék, teljes terhelés).
A ceruza gyújtótekercs vezérlése, a gyújtási időpont meghatározásánál korrekciós tényezőként figyelembe veszi még a forgattyús-tengely fordulatszám szenzor, a fojtószelepállás- érzékelő és a vezérműtengely-fázisszenzor jeleit, valamint az akkumulátor feszültséget, és a hőmérsékleti értékeket is (beszívott levegő, motor hőmérséklet). A ceruza gyújtótrafó központi vasmagján belül, a szekunder tekercs, míg kifelé haladva a primer tekercs található, végül a mágneskört egy lemezburkolat zárja. Az alkatrészek közötti szigetelést műgyantarétegek adják.
Kiegészítő elemként a szekunder áramkörben nagyfeszültségű dióda található, amely elnyomja a „nemkívánatos”, a primer tekercselés során, a szekunder tekercsben önindukciós feszültség miatt létrejövő szikrát.
Összefoglalva, a motorvezérlő egység összetett mérési eredmények alapján meghatározza a gyújtási időpontot a mindenkori üzemállapothoz, a gyújtó trafóban feszültség keletkezik, és a keletkező ív nagyfeszültsége aktiválja a gyújtógyertyát.
A ceruza gyújtótrafó meghibásodásai
A gyújtóberendezés meghibásodására utal, ha a motor nem indul be, vagy újra és újra leáll, “„dadog”, rángat, hibás gyújtást vagy teljesítményt produkál. Érdemes megfigyelni azt, hogy a hibajelenségek milyen gyakorisággal és milyen üzemállapotoknál lépnek fel (pld. motor forró vagy hideg, magas e a környezeti nedvesség).
Hibakereséskor ellenőrizzük a vezetékeket és csatlakozásukat, a gyújtógyertyákat, és a gyújtáselosztót is. Amennyiben ezek rendben vannak, és a hibajelenség továbbra is fennáll, akkor a gyújtótrafó cseréje szükséges.